# 大三島フェリー

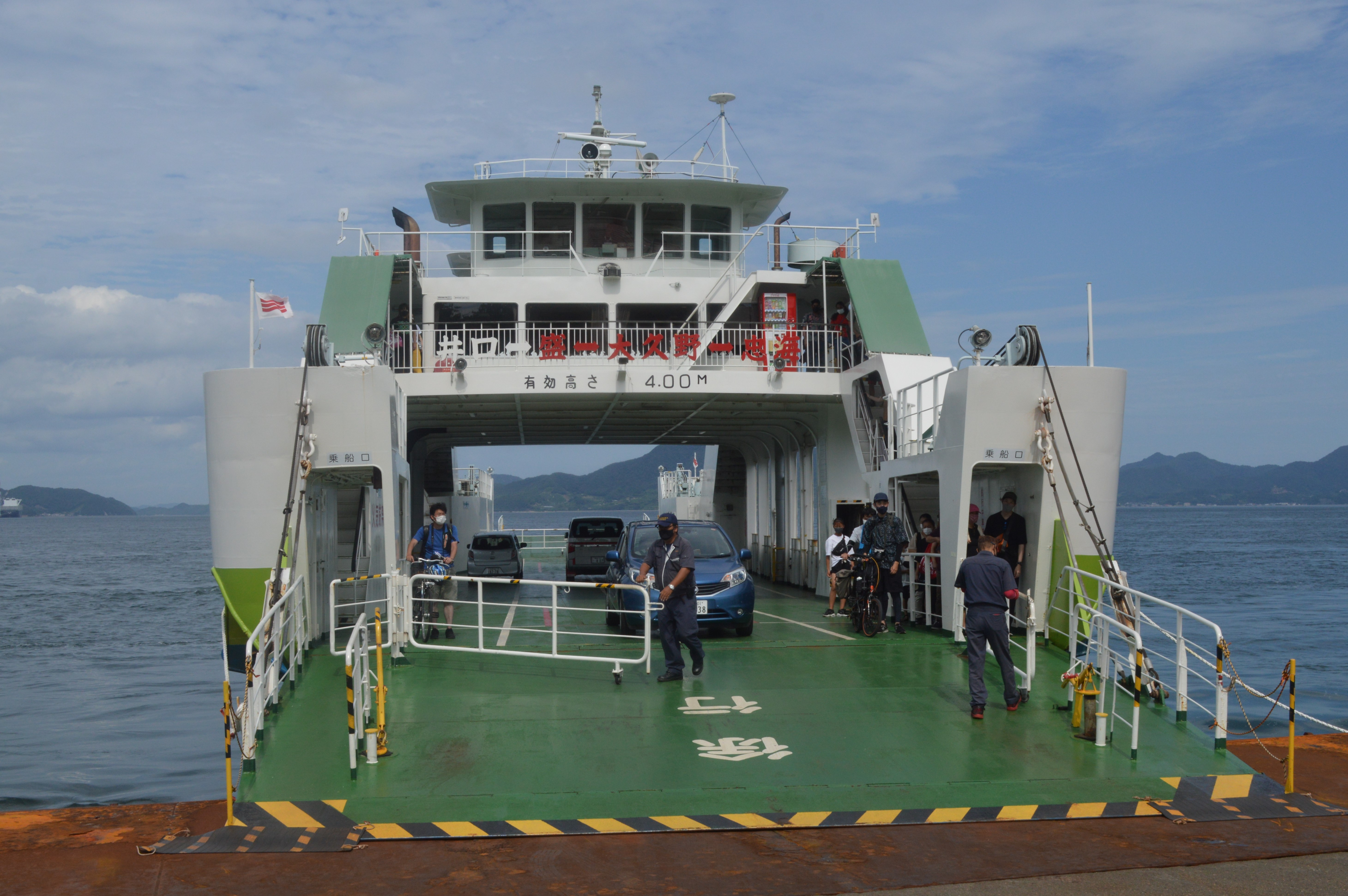
大久野島第二桟橋

大三島フェリー（おおみしまフェリー）は、広島県竹原市に本社を置く海運会社。本土の広島県竹原市と愛媛県今治市の大三島を結ぶ航路を運航する。山陽商船の傘下である。

## 概要
山陽商船が運航していた三原港・忠海港と大久野島・大三島を結ぶ旅客船航路のフェリー化にあたって、1967年に設立。翌1968年12月15日から、三原 - 沢(生口島) - 瀬戸田(生口島) - 井口(大三島)と忠海 - 大久野島 - 盛(大三島) - 井口(大三島)の運航を開始した。
1978年、三原 - 井口に高速船が就航、当初は直航便のみだったが、後に瀬戸田に寄港を開始、三原 - 瀬戸田の旅客船は4社による競合状態となった。1991年には生口橋の開通に合わせて、垂水(生口島) - 井口のフェリー航路を開設した。1993年、三原 - 井口のフェリー便を廃止し、旅客船のみの運航となった。
1999年のしまなみ海道全通で、垂水 - 井口航路と三原 - 井口航路が廃止され、その後大三島島内の盛 - 井口も廃止、2022年現在は忠海 - 大久野島 - 盛の一航路を運航している。

## 航路

### 現在の航路
- 忠海 - 大久野島 - 盛
広島県竹原市の忠海港と愛媛県今治市上浦町（大三島）の盛港を結ぶ航路を運航している。1日10便のカーフェリーを運航しており、そのうち6便または7便は「うさぎ島」として知られる大久野島に寄港している。団体客等の要望しだいでは、大久野島に寄港しない便でも大久野島に寄港する[4]。
かって運行されていた今治市と三原市を結ぶ高速バスのしまなみライナー三原線は、途中の区間でバスを大三島フェリーに載せて運行されていた。また瀬戸内海交通が運行していた宮浦港 (今治市)と三原市を結ぶバス路線も途中区間でバスをフェリーに載せて運行されていた。

### 過去の航路
- 三原 - 沢 - 瀬戸田 - 井口
距離16.9km、カーフェリー55分(直航)、高速船30分(直航)[1]
1968年12月15日カーフェリー航路として開設[2]、1978年6月1日高速船就航[1]、1993年12月1日フェリー便廃止[3]、1999年5月2日航路廃止[2]。
三原 - 沢相互間と、瀬戸田での車両航送取扱はなし。
- 垂水 - 井口
1991年3月開設、1999年5月2日廃止[2]。
開設時点で、本州側の本四架橋は生口島まで進み、本州と大三島を結ぶ最短航路だった。
- (忠海 - 大久野島 - )盛 - 井口
現在の航路の大三島島内区間。1999年には一日一往復まで減便されていた[5]。

## 船舶

### 現在の就航船
- 第三おおみしま

1996年8月進水、1996年10月竣工。
298総トン、全長49.9m、全幅11.0m、出力1,400PS、航海速力11.7ノット、旅客定員300名

### 過去の就航船

#### フェリー
- おおみしま[6]

1971年8月竣工、福本造船建造。引退後、個人船主に売船され「第十五幸運丸」に改名、三原港 - 向田(佐木島)航路に就航。
192.93総トン、全長33.10m、型幅8.00m、型深さ3.09m、ディーゼル1基、機関出力700ps、航海速力11.00ノット。
旅客定員250名、トラック8台。
- 第二おおみしま (初代)[7]

1972年7月竣工、大浦船渠建造。引退後、天長フェリーに売船。
198.74総トン、全長33.10m、型幅8.00m、型深さ3.09m、ディーゼル1基、機関出力700ps、航海速力10.69ノット。
旅客定員262名、乗用車20台。
- 第五おおみしま[6]

1984年8月竣工・就航、内海造船田熊工場建造。1994年芸予観光フェリーに売船。
243総トン、全長39.78m、型幅10.00m、型深さ3.10m、ディーゼル1基、機関出力950ps、航海速力11.0ノット。
旅客定員250名、8tトラック4台、中型トラック3台、乗用車2台。
- 第七おおみしま[6]

1985年4月竣工、就航、内海造船田熊工場建造。1999年海外売船。
248総トン、全長39.78m、型幅10.00m、型深さ3.09m、ディーゼル1基、機関出力950ps、航海速力11.0ノット。
旅客定員250名、8tトラック4台、4tトラック3台、乗用車2台。
- あおかげ[8]

1987年4月竣工、1991年3月就航(買船)。神原造船建造。垂水 - 井口航路に就航。もと中四開発(鬼岩フェリー)、1994年5月興居島汽船に売船。
188総トン、全長33.80m、型幅10.00m、型深さ3.00m、ディーゼル1基、機関出力600ps、航海速力7.5ノット。
旅客定員148名、8tトラック6台。
- 第二おおみしま (2代)[9]

1994年3月24日竣工、同月28日就航、内海造船瀬戸田事業所建造。上記「あおかげ」代替として垂水 - 井口航路に就航。1999年山陽商船に売船。
291総トン、全長49.90m、型幅10.40m、型深さ3.60m、ディーゼル1基、機関出力1,400ps、航海速力11.0ノット。
旅客定員250名、8tトラック6台、4tトラック3台、乗用車5台。

#### 高速船(快速船)
- おおみしま三号[1]

1978年6月就航。
36.53総トン、出力650ps、旅客定員70名、航海速力23.792ノット。
- おおみしま八号[11]

1988年4月27日竣工、木曽造船建造
34総トン、垂線間長17.3m、幅4.3m、深さ1.8m、ディーゼル2基2軸、機関出力1,050ps、航海速力26ノット、旅客定員66名
- おおみしま一号[12]

1993年11月竣工、木曽造船建造、1999年山陽商船に売船、「さちかぜ」に改名。
49総トン、登録長20.85m、型幅4.70m、型深さ2.13m。